# Museo de la Inmigración
El Museo de la Inmigración es un museo situado en las instalaciones del ex-Hotel de Inmigrantes, en la Ciudad Autónoma de Buenos Aires. Es un espacio pensado tanto para la construcción de la memoria histórica, en torno a la historia de los inmigrantes que llegaron a Argentina desde Europa, Asia y África a fines del siglo siglo XIX y principios del siglo siglo XX, así como para la reflexión de las condiciones actuales de las inmigraciones en el país.
Si bien la fundación del Museo se remonta al año 1974, fue en septiembre de 2013 que, gracias a la articulación institucional y operativa entre la Universidad Nacional de Tres de Febrero (UNTREF, Archivo del Instituto de Investigación en Arte y Cultura Dr. Norberto Griffa) y la Dirección Nacional de Migraciones, abrió sus puertas con la propuesta actual en el ámbito del tercer piso del ex-Hotel (una de las plantas en las que se situaban los antiguos dormitorios).Desde el 2023, el museo apoya un museo virtual bilingüe, Bridge to Argentina, en colaboración con la Universidad de la Columbia Británica en Canadá.

## Participación de la Universidad Nacional de Tres de Febrero
En 2011 el Museo de la Universidad Nacional de Tres de Febrero realizó junto al artista francés Christian Boltanski un recorrido curado por la Ciudad de Buenos Aires y alrededores. Éste partió de la ciudad de Caseros, en el campus de la Universidad, y comprendió varios sitios entre los que estaba incluido el ex-Hotel de Inmigrantes, ubicación elegida para "Migrantes", una de las mayores intervenciones que realizó el artista en el marco de este recorrido. En esta primera etapa, la acción de la UNTREF incluyó tareas de limpieza, estabilización de mamposterías, ventanas, cajas de escaleras y saneamiento general del acceso sur, desde la planta baja hasta el tercer piso, incluyendo las escaleras y los rellanos de pisos respectivos, y la fijación de algunas zonas de la fachada.

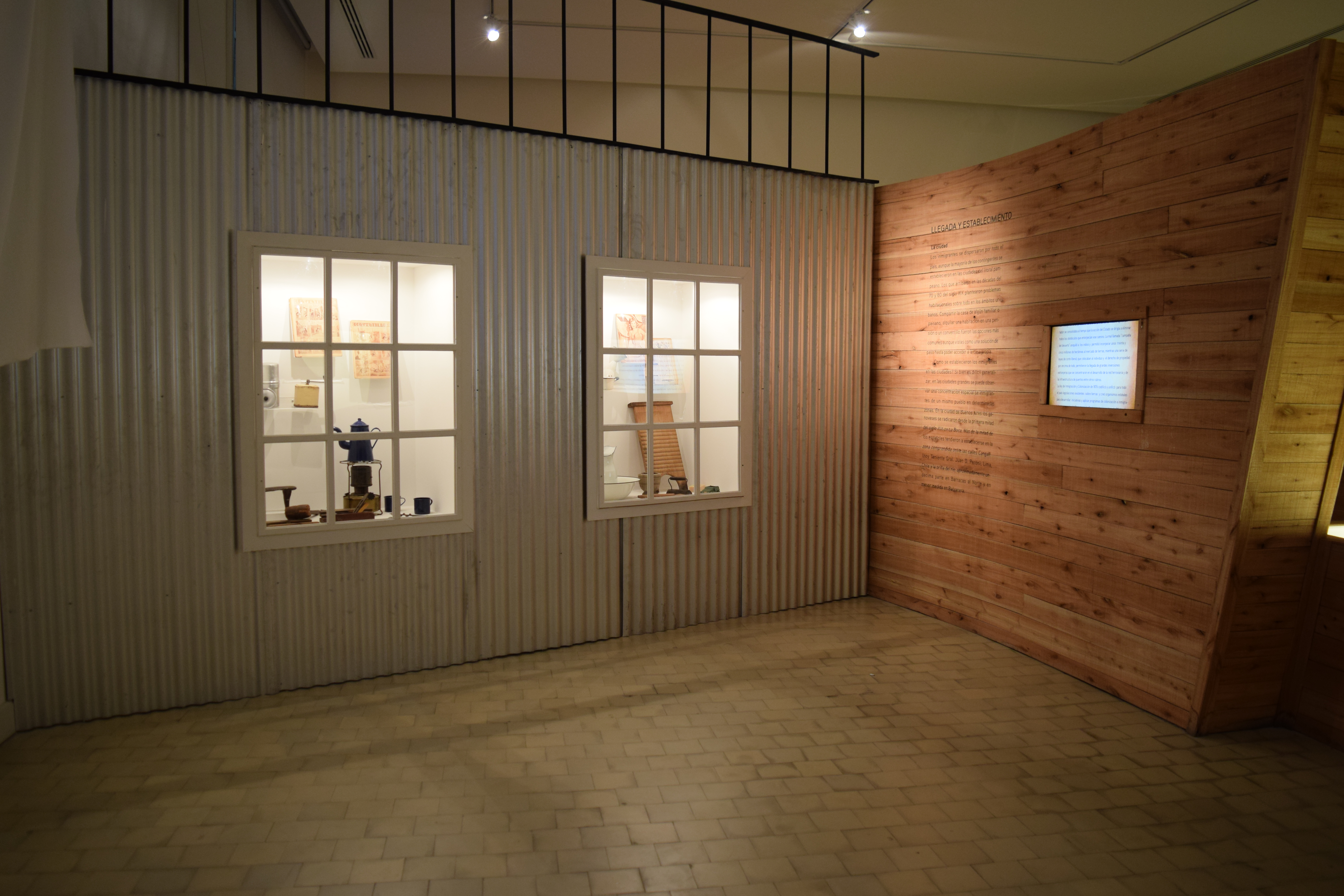
Italianos y españoles en la Argentina

Tras la firma de un comodato entre la UNTREF y la Dirección Nacional de Migraciones, se llevaron adelante tareas de recuperación adicionales de parte del edificio y el desarrollo del Museo de la Inmigración, junto al del Centro de Arte Contemporáneo en espacios aledaños. Ambos museos integran el complejo de museos MUNTREF de la Universidad.
Posteriores tareas de restauración comprendieron la recuperación de azulejos y pisos, y de la planta original, desmontando construcciones posteriores que la desvirtuaban y ponían en riesgo su estabilidad, y tabiques que interrumpían el espacio de las salas y de las instalaciones sanitarias.